# Barreras no arancelarias
Las barreras no arancelarias son leyes, regulaciones o políticas de un país que no toman la forma habitual de un arancel, pero que restringen el comercio, como por ejemplo una licencia obligatoria, una norma técnica, la práctica del "engavetamiento" Cola prieta (obstaculización), un derecho compensatorio contra subsidios, etc.

## ¿Medidas o Barreras?
Los términos "medidas" y "barreras" se usan con cierta ambigüedad. En el lenguaje común del comercio, para un comerciante toda restricción que no sea un arancel está dentro del concepto de "barrera no arancelaria", sea voluntaria u obligatoria, sea pública o privada; mientras que, en términos académicos y legales, las palabras regulación, estándar y medida tienen connotaciones diferenciadas; la OMC, en su "informe sobre el comercio mundial 2012" dice sobre el particular: 
"…en el derecho de la OMC, un estándar es, por definición, no obligatorio (…), mientras que para los economistas los estándares pueden ser obligatorios o voluntarios. (…) en el derecho de la OMC, por ejemplo, por 'medida' se entiende acciones y omisiones del sector privado y de organismos públicos, mientras que el término 'reglamentación' se refiere exclusivamente a una acción gubernamental y excluye las medidas del sector privado". (p. 38).
En vista de la ambigüedad vigente, la OMC decidió usar en dicho informe el término medidas no arancelarias (MNA), por el que se entiende 
" … las medidas de política distintas de los aranceles que pueden afectar al comercio de mercancías. (…) Cuando en el análisis se excluye cualquier acción gubernamental se utiliza la expresión 'medidas privadas'". (OMC 2012, P.38)
En el lenguaje común, el término 'medidas' se aplica a regulaciones justificadas, en tanto que 'barreras' se refiere a obstáculos innecesarios o nocivos para el comercio; se usará ese léxico en lo que sigue.
Como en el comercio de servicios las restricciones no toman la forma de aranceles, las normas que restringen el comercio de servicios pueden ser consideradas en su totalidad como medidas no arancelarias; sin embargo, dichas restricciones no serán tratadas aquí (deberían ser tratadas en un artículo independiente sobre restricciones al comercio de servicios).

## Breve Historia
En el GATT-1947 o General Agreement on Tariffs and Trade (Acuerdo General sobre Aranceles Aduaneros y Comercio). Los países establecieron que las medidas no arancelarias no deberían menoscabar las concesiones arancelarias que se negociaren. Para ello se negociaron cláusulas genéricas contra el menoscabo de concesiones arancelarias y se prohibieron las restricciones cuantitativas, con excepciones para las medidas por balanza de pagos, las medidas agropecuarias y las que aplicaran los países de menor desarrollo para las industrias incipientes. A lo largo de las décadas siguientes, e igualmente con el fin de complementar las concesiones arancelarias y evitar su menoscabo, surgieron códigos de conducta para la valoración en aduana, las medidas sanitarias y fitosanitarias, las medidas antidumping, etc. 
Con la progresiva ampliación de la membresía del GATT y la notable disminución de los aranceles negociados, el tema de las medidas no arancelarias requería un tratamiento que correspondiera con el progreso de la desgravación arancelaria. En la Ronda Tokio del GATT se decidió abordar la reducción o eliminación de las medidas no arancelarias, gracias a lo cual se negociaron seis acuerdos plurilaterales (participación voluntaria) en torno a las normas técnicas, la valoración en aduana, las subvenciones y sus medidas compensatorias, las compras del sector público, y las licencias. 
Un resultado de la imposición de disciplinas en estos temas fue el surgimiento de un nuevo tipo de BNA que no estaba dentro de las normas acordadas: las restricciones voluntarias a la exportación se hicieron muy comunes en el período entre la Ronda Tokio y la Ronda Uruguay. 
La mayoría de los acuerdos de la Ronda Tokyo arriba mencionados no fueron adoptados multilateralmente, y hubo que esperar a la Ronda Uruguay para que su adopción fuera profundizada y generalizada a todos los miembros, de la que para entonces ya era la Organización Mundial del Comercio, OMC. Además, en la Ronda Uruguay se prohibieron las restricciones voluntarias a la exportación, y se arancelizaron las restricciones no arancelarias en la agricultura, de donde surgen BNA de vigencia actual, como los aranceles cuota, la salvaguarda especial agropecuaria y los subsidios a la exportación permitidos.
El GATT 1994 incluyó regulaciones para las restricciones cuantitativas por balanza de pagos, las medidas antidumping, las medidas compensatorias a los subsidios, las salvaguardias, las empresas comerciales del estado, los obstáculos técnicos al comercio (OTC), las medidas sanitarias y fitosanitarias (MSF), las licencias de importación, las normas de origen, diversas formalidades aduaneras (valoración, inspección previa), para mencionar sólo los temas que han merecido acuerdo, entendimiento o artículo individualizado. 
La continuación del proceso de desgravación arancelaria en el comercio mundial ha hecho más aparentes las barreras no arancelarias. Como resultado de ello, en la malograda negociación de la Ronda Doha se discutió el avance en la desgravación de las BNA aún no reguladas, concentradas básicamente en el grupo de negociaciones sobre la facilitación del comercio: procedimientos aduaneros y administrativos, transparencia, cooperación aduanera, tránsito en aduana, etc. En diciembre de 2013, la OMC dio a luz un acuerdo sobre Facilitación del Comercio, donde se retoman los avances logrados en la negociación de la malograda Ronda de Doha.
El progreso económico e institucional de muchos países, en particular los subdesarrollados, es otra razón que en la actualidad hace más aparentes las barreras no arancelarias. Hay cada vez más países que se dotan de las instituciones que fomenten la calidad, garanticen la equidad competitiva y controlen la salubridad y los impactos ambientales de los flujos comerciales. El resultado natural de ello es un incremento de las normas para acceder a los mercados domésticos. Si bien puede ocurrir que algunas de las condiciones impuestas son innecesarias y tienen impactos negativos en el comercio, la tendencia a una mayor reglamentación no es necesariamente negativa ni indeseable para el comercio mundial.

## Cuantificación de las MNA
Se ha buscado una manera de comparar los aranceles y las medidas no arancelarias a través de Equivalentes Ad Valorem (EAV). La cuantificación de una cuota como EAV está bien establecida y la respalda una amplia bibliografía económica y se basa en la medición de la diferencia en el precio doméstico y el internacional; por ejemplo, en el Anexo 5 del Acuerdo sobre la Agricultura del GATT, dicha comparación es la base para el establecimiento del equivalente arancelario a las restricciones cuantitativas (Ver CEPR-WB 2012, p. 82 a 92).
La cuantificación de los EAV de las medidas de defensa comercial (antidumping, salvaguardias, compensatorias) es directa, pues en muchos casos son impuestas como sobrecargas arancelarias en términos ad valorem. Las medidas de tipo financiero pueden ser igualmente convertidas en EAV calculando la remuneración que no se percibe sobre un depósito previo a la importación, por ejemplo. 
Para el resto de las MNA dicha cuantificación enfrenta problemas adicionales difíciles de resolver. La teoría sigue estableciendo que la diferencia entre un precio internacional de mercado y el precio doméstico sometido a la restricción debería ser el equivalente arancelario de cualquier MNA. En la práctica, la volatilidad de los precios domésticos, las dificultades para establecer si la medida es necesaria o innecesaria y el grado de tolerancia necesario para evaluar la conformidad, hacen que la medición de EAVs para medidas de pequeño impacto sea muy difícil de establecer. 
Los países miembros de la OMC exponen sus quejas sobre MSF y OTC, que se llaman "Preocupaciones comerciales específicas", quejas que pueden dar una mejor idea de cuándo una medida MSF u OTC ha tenido efectos comerciales negativos de manera innecesaria; también hay disputas en el mecanismo de solución de controversias concernientes a las MSF y OTC. Una medida que no haya sido afectada por una queja o una disputa difícilmente podría considerarse como barrera (ver en http:i-tip.wto.org cuantificaciones de estas quejas y su comparación con las medidas).

## Tipología
En el año 2014 la OMC, la UNCTAD, el Banco Mundial y el Centro de Comercio Internacional acordaron una clasificación de Medidas No Arancelarias para el comercio de mercancías, que las divide en 16 grandes categorías identificadas con letras a saber: 
A.	Medidas sanitarias y fitosanitarias
B.	Obstáculos técnicos al comercio
C.	Inspección previa a la expedición y otras formalidades
D.	Medidas de defensa comercial 
E.	Cuotas, prohibiciones, licencias no automáticas y otras medidas cuantitativas
F.	Medidas de control de precios, tasas y sobrecargas
G.	Medidas financieras
H.	Medidas que afectan la competencia
I.	Empresas comerciales del Estado
J.	Medidas comerciales relacionadas con la inversión
K.	Restricciones de distribución
L.	Restricciones en servicios de post-venta
M.	Restricciones a las compras públicas
N.	Medidas relacionadas con la propiedad intelectual
O.	Reglas de origen
P.	Medidas sobre las exportaciones
A continuación se profundizará en las características de aquellas categorías de mayor importancia. Puede encontrar mayor información sobre cada una en la aplicación I-TIP de la OMC ().

### A. Medidas Sanitarias y Fitosanitarias (MSF)
Como muchas otras barreras al comercio, el campo de las medidas fitosanitarias (MSF) destaca por cuanto las leyes y regulaciones técnicas pueden tener sustento científico y ser necesarias para la protección de la salud humana o animal o para la preservación de los vegetales. No obstante, las regulaciones sanitarias y fitosanitarias pueden adoptarse de tal manera que causen un efecto negativo innecesario en el comercio, en cuyo caso se puede hablar justamente de barreras sanitarias al comercio. Con el fin de evitar los efectos negativos innecesarios, los países pueden aplicar estándares internacionales como los que establece la Comisión del Códex alimentarius, la oficina internacional para las epizootias, etc. Si un país miembro de la OMC desea aplicar una regulación diferente, debe someter con antelación (notificar) dicha regulación a la OMC para comentarios de los demás miembros; solo en casos de emergencia puede recurrirse a medidas de aplicación inmediata.
Las MSF incluyen requerimientos de etiquetado y empaque, límites de tolerancia sustancias nocivas, prohibiciones de importación para evitar pestes, requerimientos higiénicos, tratamientos de fumigación, irradiación, etc. 
Entre países se pueden definir procedimientos reconocimiento, de manera que los productos reconocidos como aptos para un mercado nacional puedan gozar del mismo reconocimiento en otro país.

### B. Obstáculos Técnicos al Comercio (OTC)
Aquí también, al igual que las MSF, las leyes y regulaciones técnicas pueden tener sustento científico y ser necesarias para garantizar la calidad de los productos en el mercado, para la protección del medio ambiente, de la salud humana o animal, para la protección o del consumidor y evitar prácticas que lo induzcan al error; las normas privadas (voluntarias) pueden ser deseadas por los consumidores para determinar la calidad, proveniencia y respeto del medio ambiente o cualquier otra objetivo deseado por los consumidores. Dichas regulaciones y normas pueden, sin embargo, adoptarse de tal manera que causen un efecto negativo innecesario en el comercio, en cuyo caso se puede hablar justamente de Obstáculos Técnicos al Comercio, OTC. Con el fin de evitar efectos comerciales negativos innecesarios, los países pueden aplicar estándares internacionales, en particular los estándares del ISO/CEI. En caso de que un país miembro de la OMC desee aplicar una regulación diferente, debe someter con antelación (notificar) dicha regulación a la OMC para comentarios de los demás miembros. 
Los OTC incluyen condiciones en cuanto a la tolerancia a sustancias prohibidas, requisitos en el transporte, etiquetado y empaque, límites de calidad, cumplimiento de procesos de evaluación de la conformidad (pruebas, certificaciones, sellos, inspecciones, trazabilidad e historia), etc. 

### C. Medidas en aduana, valoración, facilitación, inspección
Entre las barreras no arancelarias incluidas en estos apartados se encuentran los requisitos de entrada de una mercancía por un puerto específico y los requerimientos de inspección previa al embarque y de expedición directa (sin paradas intermedias en el transporte).

### D. Medidas de defensa comercial
Estas medidas suelen ser adoptadas como un arancel adicional ad valorem y por ello son su propio equivalente arancelario. Tres tipos de medidas están incluidas aquí, a saber: Las medidas antidumping, las medidas de compensación a los subsidios y las salvaguardas.
Medidas antidumping y compensatorias: si las importaciones de una empresa están causando daño a la producción nacional al ser vendidas por debajo del precio normal, se está en presencia de un caso de dumping; el mismo fenómeno puede tener por causa un subsidio del que goce la empresa extranjera. Contra estos fenómenos los gobiernos pueden tomar medidas para garantizar una competencia justa, imponiendo derechos antidumping en el primer caso y derechos compensatorios en el segundo. Alternativamente y en vez de una imposición de sobre aranceles, se puede llegar a una solución mediante un acuerdo sobre precios mínimos de venta.
La calibración del precio normal y de las cantidades dañosas, así como la calibración del nivel adecuado de compensación, son terrenos donde con facilidad se puede encontrar espacio para imponer medidas más que compensatorias y generar así barreras proteccionistas. Los acuerdos de la OMC imponen disciplinas en estas áreas.
Medidas de salvaguarda: las salvaguardas son medidas temporales que intentan impedir el daño a la producción nacional generado por incrementos en las importaciones que pudieran causar un daño permanente a la producción nacional, o también frente a caídas de precio temporales con efectos potencialmente permanentes. Como en la aplicación de estas medidas se genera también un espacio amplio para calibrarlas de manera proteccionista, los acuerdos de comercio internacional incluyen cláusulas que las prohíben o regulan.

### E. Licencias no automáticas y restricciones cuantitativas
Los instrumentos más comunes de la regulación de las importaciones son las licencias. Casi todos los países aplican estos métodos no arancelarios. Un sistema ley de leyes de licencias exige normalmente una autorización oficial para las operaciones de comercio exterior de una lista de mercancías con licencia. Una licencia que se concede de manera automática no se considera una barrera no arancelaria.
Hay muchos motivos válidos de la imposición de licencias, como el comercio de armas, narcóticos y otros productos y sustancias peligrosas, insalubres o portadoras de pestes. 
Casi todos las barreras no arancelarias están respaldas por la expedición de una licencia: MSFs, OTCs, aranceles-cuotas, etc. En particular, las licencias a la importación respaldan medidas de restricción cuantitativa por razones de seguridad nacional, religiosas, culturales, sanciones políticas, etc. Así como todo tipo de restricciones cuantitativas como aranceles-cuota, 
aranceles estacionales, restricciones voluntarias a la exportación, etc. 
Dentro de este tipo de barreras, tres tipos en particular han tenido una importancia histórica que vale la pena destacar: las cuotas, las restricciones voluntarias a las exportaciones y los embargos.
E2. Cuotas 
La concesión de licencias ha estado estrechamente ligada a las restricciones cuantitativas - cuotas - a las importaciones y exportaciones de ciertos bienes. Una cuota es una limitación en el valor o volumen a la importación y exportación de determinados productos durante un determinado período de tiempo. Esta categoría incluye las cuotas globales en cuanto a países específicos, cuotas estacionales y las llamadas restricciones a la exportación "voluntarias". Para efectuar los controles cuantitativos se requiere un sistema de administración de cuotas, normalmente apoyado en licencias.
Las restricciones cuantitativas están en general prohibidas en la regulación GATT-OMC. Entre las exenciones permitidas sólo subsisten, luego de la Ronda Uruguay del GATT, los aranceles-cuota para los productos agrícolas a los que se les arancelizó la restricción cuantititativa existente. 
La consecuencia de una cuota se refleja en pérdidas para el consumidor debido a precios más altos y una selección limitada de bienes; también genera sobrecostos para las empresas que emplean materiales importados. Un contingente de importación puede ser unilateral (impuesto por el país sin negociaciones con el país exportador), o bilateral o multilateral, cuando se impone después de negociaciones y acuerdos con el país exportador. Una cuota de exportación es una cantidad restringida de bienes que pueden salir del país, la cual puede imponerse para garantizar el suministro de los productos que están en escasez en el mercado interno, para manipular los precios en el ámbito internacional, o para el control de los bienes de importancia estratégica para el país, entre otros motivos. Un tipo particular de cuotas a la exportación se generaba cuando los países importadores solicitaban a los países exportadores imponer restricciones voluntarias a la exportación, como se detalla a continuación.
E51. Acuerdos de limitación voluntaria de las exportaciones 
Este tipo de acuerdos fue una medida muy usada antes de la Ronda Uruguay del GATT, la cual las convirtió en medidas prohibidas (Acuerdo sobre salvaguardias, artículo 11). A partir del año 2000 este tipo de medida desapareció del panorama comercial mundial. Un acuerdo de limitación voluntaria de las exportaciones se le impone al exportador bajo la amenaza de sanciones. Se establecen precios mínimos de importación que deben ser estrictamente observado por las empresas exportadoras; en caso de no observación el país importador imponía derechos antidumping. Esta medida afectó al comercio de textiles, calzado, productos lácteos, productos electrónicos, automóviles, máquinas herramientas, etc.
Embargo 
El embargo es un tipo específico de cuotas que prohíbe el comercio. Los embargos pueden ser impuestos a las importaciones o exportaciones de un tipo de bien particular, independientemente de su destino; o bien, puede imponerse para ciertos productos suministrados a países específicos, o con respecto a todas las mercancías enviadas y/o provenientes de determinados países. Aunque el embargo se introduce generalmente con fines políticos, la consecuencia esencial es económica.

### F. Medidas de control de precios
Incluyen sobrecargas, tarifas por servicios de inspección, otros servicios aduaneros, precios de referencia o mínimos, aranceles variables y estacionales, etcétera. 

### G. Medidas financieras
En esta categoría caben los depósitos previos a la importación, requisitos de pagos por adelantado o de porcentajes al contado, y los sistemas de tipos cambio: tipos de cambio múltiples, autorización para el uso de divisas, requisitos para la financiación de las importaciones, etcétera. La regulación de este tipo de medidas está a cargo del Fondo Monetario Internacional.
G2. Tasas de cambio múltiples: 
Dentro de las distintas materias que regula el Acuerdo General sobre Aranceles Aduaneros y Comercio, en su artículo XV regula las “disposiciones en materia de cambio”. 
Como primer numeral en el artículo en cuestión encontramos la obligación general asumida por las partes contratantes en colaborar con el FMI, a fin de desarrollar una política coordinada en lo que se refiere a las cuestiones de cambio que sean de la competencia del Fondo. Asimismo, los países contratantes se obligan a realizar consultas ante el FMI en materias relacionadas con las reservas monetarias, la balanza de pagos o a las disposiciones en materia de cambio.
En todo lo relacionado con las disposiciones en materia de cambio las partes contratantes deben abstenerse de dictar alguna medida que pueda contradecir lo establecido en el Convenio Constitutivo del FMI, por disposición expresa del numeral cuarto del referido artículo. 
Adicionalmente la remisión textual que realiza el GATT al Convenio Constitutivo del FMI en lo atinente a disposiciones en materia de cambio queda también establecido en el numeral segundo del artículo XV, cuando declara que las partes contratantes aceptarán las conclusiones que presente el FMI, y las determinaciones que éste realice sobre la conformidad de las medidas (cuestiones de cambio, reservas monetarias y balanza de pagos) adoptadas con el Convenio Constitutivo. 
Vistas las disposiciones por las cuales tanto el GATT como el FMI permiten la aplicación de restricciones a transferencias de pagos y de importaciones de bienes, que son excepciones a la libre circulación de capital, cualquier país que las viole será denunciado ante el FMI para que éste lo sancione de acuerdo con las reglas establecidas en el Convenio Constitutivo, independientemente de las sanciones de nulidad por ilegalidad o inconstitucionalidad de las excepciones a la libre circulación de capital que no cumplan con todos los requisitos de las leyes internas y de los tratados internacionales.

### Otras medidas
Medidas que afectan la competencia: Empresas comerciales del estado y otros canales obligatorios de comercialización, seguros, o transporte. Medidas de inversión relacionadas con el comercio, como contenido nacional mínimo, requisitos de balanza comercial, etc. Restricciones geográficas de distribución o uso de revendedores autorizados, subsidios, compras públicas, propiedad intelectual, reglas de origen. Demoras administrativas y burocráticas en la entrada ('engavetamiento'), que aumentan la incertidumbre y el costo de mantenimiento de inventario. Muchas de estas medidas se pueden aplicar también sobre las exportaciones, si bien son menos comunes.